# パウルス3世 (ローマ教皇)
パウルス3世（Paulus III、1468年2月29日 - 1549年11月10日）は、第220代ローマ教皇（在位：1534年 - 1549年）。本名はアレッサンドロ・ファルネーゼ（Alessandro Farnese）。イエズス会を認可し、プロテスタント側との対話を求め、教会改革を目指してトリエント公会議を召集した事で知られる。

## 生涯

### 教皇選出前
アレッサンドロ・ファルネーゼはトスカーナのカニーノに生まれる。母は教皇ボニファティウス8世も輩出したカエターニ家の出身であった。アレッサンドロは元々ローマやフィレンツェでウマニスタ（人文主義者）として知られ、インノケンティウス8世時代の教皇庁で頭角を現しつつあったが、妹ジュリアがアレクサンデル6世の愛人となったという事情もあり大抜擢され、1493年に枢機卿になった。
教皇クレメンス7世時代にはポルトゥスの司教枢機卿、教皇庁立大学の学長になり、クレメンス7世没後のコンクラーヴェで教皇に選出され、パウルス3世を名乗った。

### プロテスタントとの対話
教皇は手始めに14歳と16歳でしかなかった2人の孫アレッサンドロ・ファルネーゼ（息子ピエロ・ロドヴィコの長男）とグイド・アスカニオ・スフォルツァ（娘コスタンツァの息子）を枢機卿に任命した。教皇庁がネポティズムの害悪から逃れられない時代であった。しかし、続けざまにガスパロ・コンタリーニやレジナルド・ポール、ジャコポ・サドレト、ジョバンニ・カラファ（後の教皇パウルス4世）といった優秀な聖職者達を枢機卿に任命してもいる。
パウルス3世は当時、緊急課題であるという認識が高まっていた教会改革に対して非常に積極的であった。1536年6月2日、教皇はイタリアのマントヴァに公会議を召集する旨を発表し、対話による教会分裂の回避を目指してプロテスタントの代表者達にも参加を呼びかけたが、ドイツのプロテスタント達がイタリアでの会議には参加しないと表明した為、マントヴァ侯の尽力も空しく会議の開会は延期、やがて中止となった。
1536年、パウルス3世は9人の優れた高位聖職者達を招集して委員会をつくり、教会改革の現状分析と課題について検討させた。1537年に委員会は有名な報告書「コンチリウム・デ・エメンデンダ・エクレジア」をまとめ、教皇に提出した。報告書は教皇庁における不正や汚職などの問題点や教会の抱える多くの課題を指摘していた。この報告書はローマのみならず、ドイツにまで持ち込まれた。
1538年、マルティン・ルターはこの報告書に序文をつけてドイツで出版したが、そこには枢機卿達が教皇庁のつもりつもった汚れを箒でなく、自分のシッポで掃除しようとしている風刺画が書かれていた。しかし教皇自身は改革に対して真摯な姿勢で取り組んでおり、公会議開催こそが改革の原動力になると信じて疑わなかった。その為に公会議の実現に向けて力を尽くした。しかし、これまでの公会議主義運動がほとんど実りをもたらさなかった事とに加え、先に委員会が提出した報告書の勧告も実行には至っていない事が不安材料であった。一方で、同年にはイングランド国教会をたてたイングランド王ヘンリー8世を破門した。
教皇自身が政治問題を引き起こす事もあった。例えば1540年には自分の孫にあたるオッターヴィオ・ファルネーゼ（アレッサンドロの弟）をカメリーノ侯にしようと、ウルビーノ大公からカメリーノ侯の地位を剥奪している。また、過酷な税を課した事で教皇の支配下にある都市との間で戦争が勃発した事もあった。例えばペルージャは税の支払いを拒否して教皇の軍隊に包囲され、降伏。抵抗したコロンナ市民も制圧され、アスカニオも1541年に屈服させられた。こうして後顧の憂いを断った教皇はいよいよプロテスタント問題に取り組む事になる。
1537年に、教皇はイニゴという中年のバスク人に率いられた小さなグループを謁見し、後に彼らを修道会として認可する事になった。この時教皇も含め誰も、後にこのグループがカトリック教会と世界史に名を残す程の大きな業績を残す事を予見できなかった。彼らこそがイグナチオ・デ・ロヨラに率いられたイエズス会である。
その頃、神聖ローマ皇帝カール5世はドイツのプロテスタント問題を解決すべく、自らのプランにローマが協力する事を求めてきた。教皇はこれに答えてハゲノー（1540年）とヴォルムス（1541年）での帝国議会に特使ジョヴァンニ・モローネ枢機卿を派遣。さらにレーゲンスブルクの宗教会議にはコンタリーニ枢機卿を代理として派遣した。当時、義認の問題が論争の中心であった為、コンタリーニは「信仰によってのみ義化される」というプロテスタント側の主張と人間の協働も評価するカトリックの伝統的な義認観を融和させるべく「二重義化説」を唱えた。この説はいわば苦肉の策の折衷案で非常に妥協的なものであった為、カトリック教会からもマルティン・ルターらプロテスタントからも受け入れられなかった。
ここにいたってプロテスタント側との対話による和解は困難な事が誰の目にも明らかとなった。残る方法は実力行使によるプロテスタントの打倒であり、教皇がローマに新しい異端審問所を設置したようにプロテスタントに対して断固たる態度をとるという見方が強くなった。しかし、カール5世はあくまで公会議による解決を主張した。カール5世の熱意はトリエント公会議の実現によって実を結んだ。公会議はさらに開催へ向けて紆余曲折があったが、1545年のパウルス3世の回勅『レターレ・エルサレム』によって正式に召集された。

### カール5世との対立
1544年のクレピーの和約以降、カール5世はドイツ国内における発言力を急速に増し、プロテスタントと肩入れする諸侯を武力で粉砕しようと企んだ。ヴォルムス帝国議会の合間に、皇帝は教皇使節として派遣されていた教皇の孫アレッサンドロ・ファルネーゼ枢機卿との間に約定を交わし、プロテスタントに対する武力攻撃に対する教皇のお墨付きを得た。
教皇はカール5世がドイツ問題にかかりきりになっている隙を突く形で、息子ピエロ・ロドヴィコをパルマ及びピアチェンツァ公にしようと考えた。教皇領内の問題ではあったが、枢機卿会にも反対者が多く、教皇は息子をカメリーノ及びネピ公とする事で妥協せざるを得なかった。教皇は諦めきれずに皇帝に協力を求め、皇帝は兵力と軍資金の提供と引き換えに尽力を約束した。
カール5世は1542年からドイツ西部において対プロテスタント諸侯との戦いを開始、すでに破門されていたヴィエドのヘルマンを破り、これを追放する事に成功した。続いて、反皇帝で連合していたシュマルカルデン同盟軍との全面戦争に入り、これを破り、南ドイツ全域を完全に支配する事に成功した。1547年4月24日のミュールベルクの戦いでの勝利によって、シュマルカルデン同盟の主要な指導者であるザクセン選帝侯ヨハン・フリードリヒとヘッセン方伯フィリップを捕らえる事に成功し、ドイツ全域に対して影響力を持つようになった。
皇帝は「暫定規定」に従いながら、ドイツにおけるカトリックの勢力回復に尽力していたが、協力者であったはずの教皇との関係は冷え込んでいった。原因の1つは皇帝が協力を約束していた教皇の息子をパルマおよびピアチェンツァ侯にするという約束が果たされなかった事であった。それどころか皇帝の圧力を受けた使節フェルディナンド・ゴンサーガによってピエロ・ロドヴィコが追放された事で教皇と皇帝の関係決裂は決定的となった。
やがてピアチェンツァでピエロ・ロドヴィコが暗殺されると、教皇は事件の黒幕が皇帝であると信じて疑わなくなった。が、その年に同盟関係を模索していたフランス王フランソワ1世が死去した為、状況的に教皇はカール5世と手を組まざるを得なくなった。ピエロ・ロドヴィコの死に関連して教皇が教会の名によって求めた賠償は、ピエロ・ロドヴィコの息子で皇帝の婿でもあるオッタヴィオ・ファルネーゼが拒否した為、支払われなかった。この事がファルネーゼ枢機卿と教皇との間のいさかいにつながり、81歳の高齢であった教皇は精神的にダウンし、病を得るとこの世を去った。
パウルス3世の治世に明らかになったのは、もはやプロテスタント運動が教皇の意思1つでどうにかなる程小さなものではないという事であったが、彼の時代に教皇庁改革とトリエント公会議が始められた事で対抗宗教改革の基盤が築かれたといえる。

## 子女
愛人シルヴィア・ルッフィーニとの間に3男1女を儲けた。
- コスタンツァ（英語版）（1500年 - 1545年） - ボージオ2世・スフォルツァ・ディ・サンタ・フィオーラ（イタリア語版）と結婚
- ピエール・ルイージ（1503年 - 1547年） - パルマ・ピアチェンツァ公
- パオロ（1504年 - 1512年）
- ラヌッチョ（英語版）（1509年 - 1529年）

## その他
- 1537年6月2日公布の勅書『スブリミス・デウス』で「新大陸（アメリカ大陸）の住民も真の人間である」と宣言し、西と南のインディアンと呼ばれるアメリカ大陸の先住民とその他のすべての人々を奴隷にすることを禁じた。
- ルネサンスの文人でもあった教皇はミケランジェロの才能を高く評価し、システィーナ礼拝堂の最後の審判（1541年）を描かせた。また、カンピドリオ広場の整備、サン・ピエトロ大聖堂の建設にも従わせた。
- 逝去の年にあたる1549年8月、イエズス会のフランシスコ・ザビエルが宣教師として初めて日本に到来、以降1551年まで薩摩（鹿児島）、平戸（長崎）、山口、堺（大阪）、京都、豊後（大分）と各地を訪れ、積極的にキリスト教の布教を行っている。
- 上記のようなルネサンス活動を行ったことから、「ルネサンス教皇」の1人に数えられている。